# Nordjyske Museer
Nordjyske Museer (tidligere Nordjyllands Historiske Museum) er landsdelens største kulturhistoriske museum og arbejder med forskning, indsamling, dokumentation, bevaring og formidling af lokal- og kulturhistorie. Museet tæller 14 udstillingssteder fordelt over fire kommuner, Aalborg Kommune, Mariagerfjord Kommune, Jammerbugt Kommune og Rebild Kommune. Museet varetager den arkæologiske virksomhed i disse kommuner og fører tilsynet med fredede fortidsminder beliggende i det tidligere Nordjyllands Amt.
Nordjyske Museer er et statsanerkendt museum under Slots- og Kulturstyrelsen og fungerer som en selvejende institution med en bestyrelse på
12 medlemmer fra de tilskudsgivende kommuner, museumsforeninger samt medarbejdere. Museet har ca. 50 fastansatte. Hovedsædet ligger i Algade 48 i Aalborg.

## Udstillinger
Nordjyske Museer administrerer 14 udstillingssteder:
- Aalborg Historiske Museum
- Vikingemuseet Lindholm Høje
- Vikingemuseet Fyrkat
- Gråbrødrekloster Museet
- Apotekersamlingen i Jens Bangs Stenhus
- Hals Museum
- Boldrup Museum
- Hobro Museum
- Lystfartøjsmuseet
- Hadsund Egnssamling
- Møllehistorisk Samling
- Havnø Mølle
- Cirkusmuseet i Rold
- Koldkrigsmuseet REGAN Vest

## Galleri
- Vikingemuseet Lindholm Høje
- En gammel traktor fra Boldrup Museum
- Hals Museum. Gamle kanoner på voldene ved Hals Skanse
- Hadsund Egnssamling
- Havnø Mølle
- Hobro Museum
- Lystfartøjsmuseet
- Vikingemuseet Fyrkat. Ankomstvejen